# Azud de Navarejos
El azud de Navarejos es un embalse español, hoy en desuso, situado en el cauce del río Lozoya, entre la provincia de Madrid y la provincia de Guadalajara. Se inauguró en 1860 para derivar agua desde el río Lozoya por la prolongación del canal primitivo de abastecimiento de agua a Madrid, que se construyó simultáneamente con el azud, posteriormente integrado en el canal de La Parra, para su uso por el Canal de Isabel II.

## Descripción

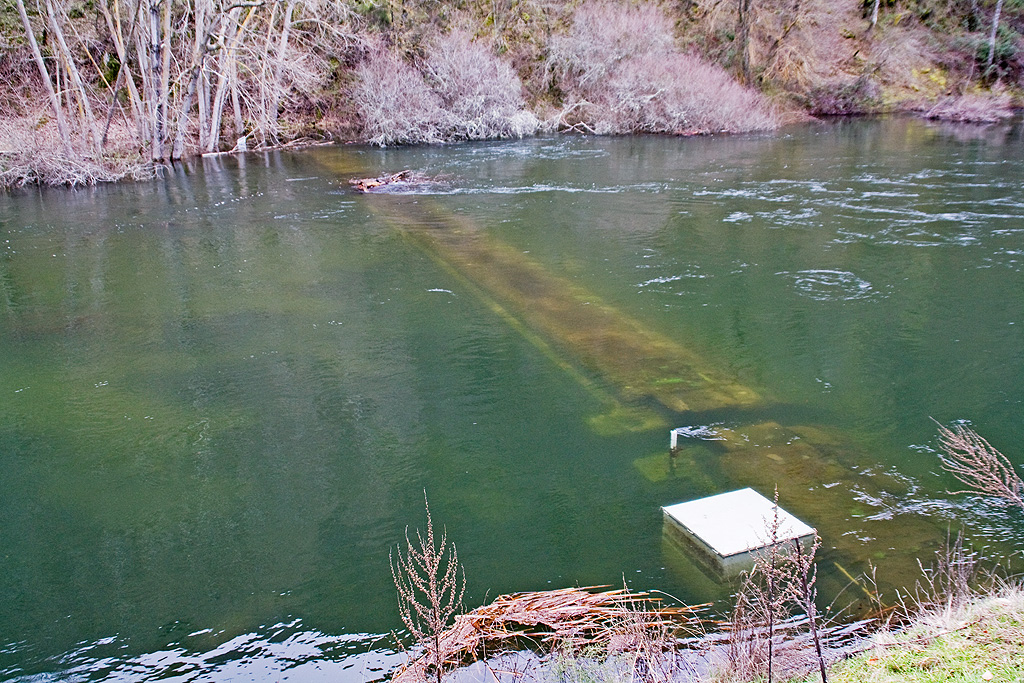
Azud de Navarejos cubierto por el caudal procedente del embalse de El Atazar

Este azud se construyó para sustituir la toma de agua que se efectuaba desde el embalse del Pontón de la Oliva, al presentarse en este unas filtraciones que durante el estiaje hacían que el nivel del embalse descendiera por debajo de la solera del canal construido para el abastecimiento. 
Con ello consiguieron enviar agua hacia Madrid durante el estiaje, pero con el límite del caudal que llevaba el Lozoya. Con la construcción del embalse de El Villar se consiguió almacenar agua en este embalse que podía ser enviada río abajo en los meses veraniegos, aunque el río llevara poca agua.
No obstante desde el inicio del funcionamiento de este azud se observó que algunos arroyos situados aguas arriba de él, en épocas de lluvias, enturbiaban el agua que venía desde El Villar. Además, los arrastres del río acumularon una elevada cantidad de materiales dentro del azud y aguas abajo que llegaron a dejar enterrado una gran parte del dique, obligando a frecuentes limpiezas para mantener operativa la captación. En 1904 para resolver estos problemas se construyó un nuevo azud (azud de La Parra), alrededor de 2 km aguas arribas de este. Asimismo se prolongó el canal hasta el nuevo azud, por lo que el canal recibió la denominación de canal de La Parra, nombre que actualmente conserva.
En 2014, apenas si resultaba visible la parte superior del dique del azud, que se ha aprovechado para instalar una estación de aforo, que permite controlar el caudal medioambiental que debe circular por el río procedente del embalse de El Atazar. Con caudal bajo es posible, aunque no recomendable, atravesar el río sobre su dique, como una variante más para el cruce del río siguiendo la senda del Genaro. Si el río viene crecido, por estar vertiendo agua abundantemente desde el embalse de El Atazar, el dique del azud queda completamente sumergido y pasa desapercibido, de no ser por la señalización existente.